# Wellfleet
|  | Per a altres significats, vegeu «Wellfleet (Massachusetts)». |

Wellfleet és una població del Comtat de Lincoln (Nebraska) als Estats Units d'Amèrica.

## Demografia
Segons el cens dels Estats Units del 2000 Wellfleet tenia 76 habitants, 27 habitatges, i 18 famílies. La densitat de població era de 104,8 habitants/km².
Dels 27 habitatges en un 40,7% hi vivien nens de menys de 18 anys, en un 63% hi vivien parelles casades, en un 3,7% dones solteres, i en un 33,3% no eren unitats familiars. En el 18,5% dels habitatges hi vivien persones soles l'11,1% de les quals corresponia a persones de 65 anys o més que vivien soles. El nombre mitjà de persones vivint en cada habitatge era de 2,81 i el nombre mitjà de persones que vivien en cada família era de 3,44.
Per edats la població es repartia de la següent manera: un 30,3% tenia menys de 18 anys, un 11,8% entre 18 i 24, un 18,4% entre 25 i 44, un 30,3% de 45 a 60 i un 9,2% 65 anys o més.
L'edat mediana era de 38 anys. Per cada 100 dones de 18 o més anys hi havia 96,3 homes.
La renda mediana per habitatge era de 32.500 $ i la renda mediana per família de 48.750 $. Els homes tenien una renda mediana de 29.167 $ mentre que les dones 12.500 $. La renda per capita de la població era de 13.011 $. Aproximadament el 15,4% de les famílies i el 15,4% de la població estaven per davall del llindar de pobresa.

## Poblacions properes
El següent diagrama mostra les poblacions més properes.